# 帕斯加蘭
帕斯加蘭（Parth Galen）是英國作家托爾金（J. R. R. Tolkien）奇幻小說中土大陸的虛構地方。帕斯加蘭位於阿蒙漢山腳、拉洛斯瀑布旁、南希索湖西岸接近南端處，是一處美麗的草原。
第三紀元3019年2月25日，魔戒遠征隊於帕斯加蘭紮營，翌日，魔戒遠征隊解散。當眾人還為路線爭論不休時，佛羅多獨自走開了，波羅莫靜悄悄地跟在後面，當他人發現佛羅多失蹤時已經太遲了。波羅莫要求佛羅多交出至尊魔戒，用以保護剛鐸的人民。梅里及皮聘去尋找他們，卻被一股強獸人擄走，那股強獸人包括葛力斯那克（Grishnákh）及烏骨陸（Uglúk），波羅莫為了守護梅里及皮聘而戰死。亞拉岡、勒苟拉斯及金靂將波羅莫的遺體帶到帕斯加蘭，將之放在一只小船上，讓小船落下拉洛斯瀑布，接著離開帕斯加蘭，追趕被擄的哈比人。山姆則追上佛羅多，橫渡南希索湖，前往魔多。

## 語源
帕斯加蘭在辛達林語解作「綠蔭草地」，帕斯Parth解作原野，加蘭Galen則解作綠蔭。